# Vijfheerenlanden
Vijfheerenlanden é um município dos Países Baixos, situado na província da Utreque. Tem 153,31 km² de área e sua população em 2020 foi estimada em 57.525 habitantes.